# Arnoliseus graciosa
Arnoliseus graciosa là một loài nhện trong họ Salticidae.
Loài này thuộc chi Arnoliseus. Arnoliseus graciosa được Braul & Lise miêu tả năm 2002.